# Colmar von der Goltz

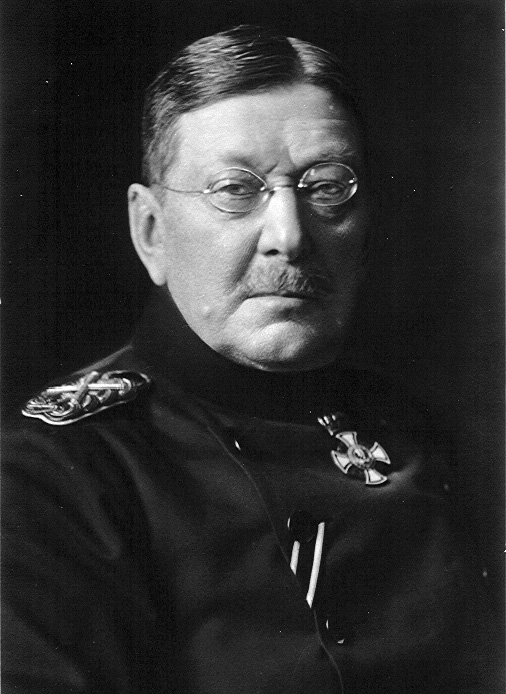
Colmar Freiherr von der Goltz

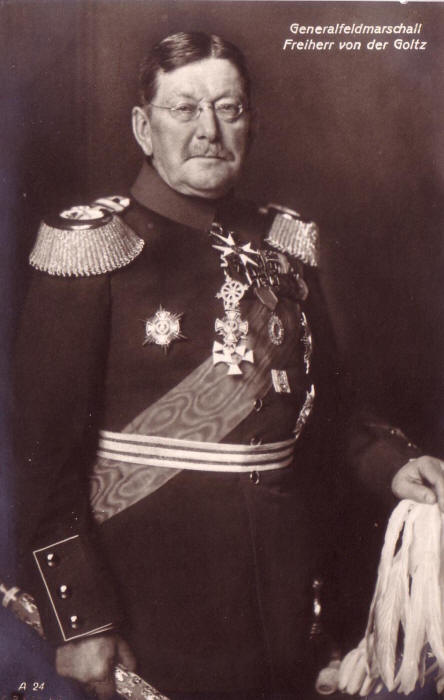
Von der Goltz in der Uniform eines preußischen Generalfeldmarschalls

Wilhelm Leopold Colmar Freiherr von der Goltz, auch bekannt als Goltz Pascha (* 12. August 1843 in Adlig Bielkenfeld (Ostpreußen); † 19. April 1916 in Bagdad), war ein preußischer Generalfeldmarschall, osmanischer Armeeoberbefehlshaber, Militärhistoriker und -schriftsteller. Als Schriftsteller verwendete er auch das Pseudonym W. von Dünheim.

## Leben

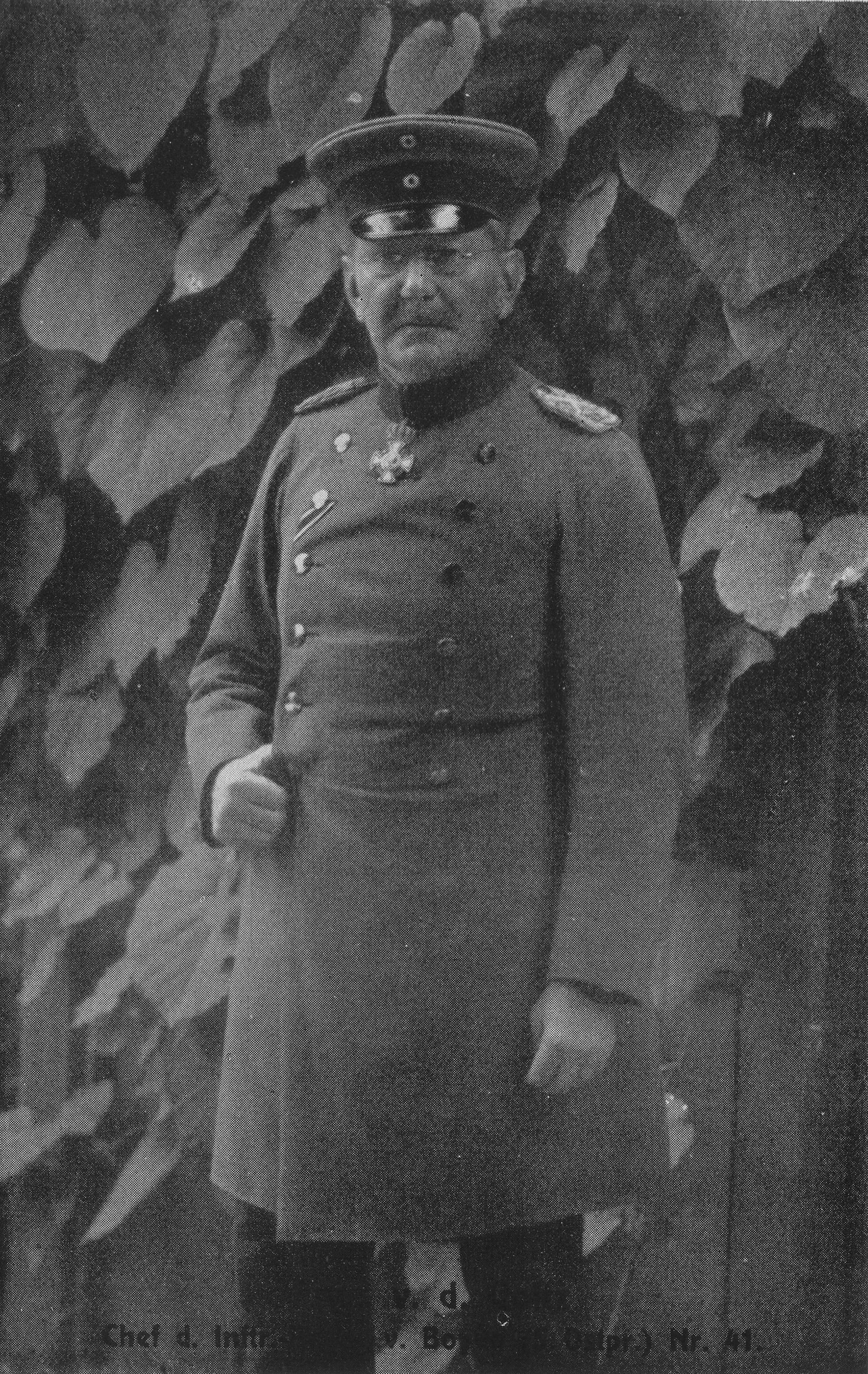
Colmar von der Goltz (1914)

Von der Goltz wuchs auf dem Gut Fabiansfelde bei Preußisch Eylau auf, das sein Vater 1844 nach dem Verkauf des Gutes Bielkenfeld erworben hatte. 1861 ging Goltz zur Infanterie, 1864 besuchte er die Kriegsakademie in Berlin. 1866 nahm er am Deutschen Krieg gegen Österreich teil und wurde in der Schlacht bei Trautenau schwer an der Schulter verwundet. 1867 wurde Goltz Mitglied im preußischen Generalstab. Im selben Jahr heiratete er die Gutsbesitzerstochter Therese Dorguth, mit der er fünf Kinder hatte, darunter den späteren SS-Gruppenführer Fritz von der Goltz (1873–1945). Als 1870 der Deutsch-Französische Krieg begann, diente er im Stab von Friedrich Karl Nikolaus von Preußen.
Er schrieb unter anderem ein Buch über die Operationen der 2. Armee in Frankreich.
Den Deutsch-Französischen Krieg erlebte der Generalstabsoffizier an vorderster Front. Als Hauptmann wurde er Lehrer an der Kriegsschule Potsdam, an der er zwischen 1878 und 1883 Kriegsgeschichte lehrte. 1883 veröffentlichte er sein bekanntes Buch Von Roßbach bis Jena und Auerstedt, in dem er durch die Behandlung der preußischen Militärgeschichte indirekt Kritik am Kaiserreich äußerte. Von 1883 bis 1895 reorganisierte er die Osmanische Armee und wurde zum Müschir (Marschall) mit dem Titel „Pascha“ ernannt. 1895 kehrte er nach Deutschland zurück, wurde am 18. April zum Generalleutnant ernannt und übernahm am 2. Januar 1896 das Kommando der 5. Division in Frankfurt an der Oder. Am 27. Januar 1900 wurde er zum General der Infanterie befördert und übernahm am 27. Januar 1902 die Führung des I. Armee-Korps in Königsberg. Im September 1907 übernahm er die neu geschaffene VI. Armee-Inspektion mit Sitz in Berlin. 1908 folgte die Beförderung zum Generaloberst. Mit Jahresbeginn 1911 wurde er zum Generalfeldmarschall ernannt und war ab dem 5. Dezember 1912 Inspekteur der II. Armee-Inspektion. Auf sein Gesuch hin wurde Goltz am 4. Juli 1913 von dieser Stellung enthoben und in das Verhältnis der Offiziere zur Disposition überführt. Zugleich verblieb er in dem Verhältnis als Chef des Infanterie-Regiments „von Boyen“ (5. Ostpreußisches) Nr. 41 und war in der Dienstaltersliste der General weiterzuführen.
Am 7. Juli 1909 wäre Goltz beinahe Reichskanzler geworden. An diesem Tag beriet sich Kaiser Wilhelm II. mit dem damaligen Chef des Zivilkabinetts Rudolf von Valentini, ob Theobald von Bethmann Hollweg oder von der Goltz Reichskanzler werden sollte. Der Kaiser war sehr geneigt, den General zu ernennen, jedoch war dessen erneute Anwesenheit in der Türkei ab Mai 1909 zu wichtig, um ihn nach Berlin zu holen, so dass schließlich Bethmann Hollweg Kanzler wurde.
1911 gründete von der Goltz den Jungdeutschland-Bund, als Dachorganisation überwiegend rechtsgerichteter Jugendverbände. Das praktische Ziel, die Jugend durch Sport und Geländespiele auf einen möglichen Krieg vorzubereiten, fand auch in den Turn- und Sportvereinen Zustimmung. Die Kommunen wurden durch von der Goltz und sein Netzwerk motiviert, Sportplätze auszubauen. Hierdurch wurden die Leibesübungen großflächiger, als sie es für Gerätturnen bis dahin waren. Im selben Jahr wurde er in den Orden Pour le Mérite für Wissenschaften und Künste aufgenommen.
Nach ihm wurde das „v. d. Goltz – Querfeldein, Großes Trakehner Jagdrennen“ des preußischen Hauptgestüts Trakehnen benannt, das seinerzeit eines der schwersten Querfeldein-Pferderennen der Welt war.

### Reorganisation des osmanischen Heeres
1883 wurde von der Goltz nach Konstantinopel zur deutschen Militärmission im Osmanischen Reich versetzt und startete zunächst einen Ausbildungsdienst an der Generalstabsschule. Anders als in der Umstrukturierung des osmanischen Heeres, bei der die Deutschen nur begrenzte Einflussmöglichkeiten und Erfolge hatten, gelang es von der Goltz durch seine Tätigkeit als Militärreformer in kurzer Zeit, für Deutschland eine Monopolstellung für die Rüstungsimporte in das Osmanische Reich zu erwirken. Diese Geschäfte waren im Osmanischen Reich durch Schmiergeld leicht beeinflussbar und so nutzte von der Goltz, der gemeinsam mit dem Großwesir und dem Finanzminister in einer Kommission zur Geldbeschaffung für die Rüstung tätig war, die ihm zur Verfügung stehende Summe von 30.000 Mark für das nötige Bakschisch. Er selbst hingegen bereicherte sich bei seiner Tätigkeit nicht. Als der Waffenfabrikant Ludwig Loewe ihm eine Aktienübertragung anbot, antwortet er: „Sie haben es gut gemeint, aber ein preußischer Offizier nimmt keine Trinkgelder!“. Seine Verdienste fanden ihre Anerkennung durch die Ernennung zum kaiserlich osmanischen Marschall und die Verleihung des Titels „Pascha“.
Von besonderer Bedeutung wurde sein Wirken, als er den Sultan überzeugen konnte, türkische Offiziere zur Ausbildung nach Preußen zu senden. Dies förderte nachhaltig die Bildung eines prodeutschen Kerns im osmanischen Militär, welches seine Verbindung zu den Deutschen auch nach der jungtürkischen Revolution bis heute nicht verlor.

### Rückkehr nach Deutschland
In preußische Dienste zurückgekehrt, übernahm Colmar von der Goltz 1896 als Generalleutnant das Kommando der 5. Division in Frankfurt/Oder. Nach Berufung zum Chef des Ingenieurkorps und Generalinspekteur der Festungen gelang es ihm, durch einen modernen Ausbau des Grenzbefestigungssystems vor allem auch die strategisch wichtige ostpreußische Grenzsperre zu schaffen, die 1914/15 einen entscheidenden Anteil an der erfolgreiche Abwehr der russischen Offensiven in den Schlachten bei Tannenberg und an den Masurischen Seen hatte.
1907 wurde er zum Armeeinspekteur der sogenannten „6. Inspektion“, zuständig für das Königsberger, Danziger und Posener Armeekorps, berufen und 1911 zum Generalfeldmarschall ernannt. Zugleich erhielt er für seine kriegswissenschaftlichen Beiträge auch den Orden Pour le mérite für Kunst und Wissenschaft.
Neben diesen vielseitigen Tätigkeiten wirkte von der Goltz während mehrerer Reisen in die Türkei zwischen 1908 und 1910 auf Wunsch des Kaisers weiter als militärischer Berater an der Reorganisation des osmanischen Heeres mit. Am 1. Januar 1911 wurde er zum Generalfeldmarschall befördert und erhielt am 4. Juli 1913 den erbetenen Abschied, nachdem er noch am 16. Juni 1913 die ehrenvolle Ernennung zum Chef des Infanterie-Regiments von Boyen (5. ostpreußisches) Nr. 41 erhalten hatte.

### Erster Weltkrieg

#### Befehlshaber
Da er bei Ausbruch des Weltkriegs schon über siebzig war, erhielt er zu seinem größten Bedauern kein Frontkommando mehr, sondern war vom 23. August bis 28. November 1914 Generalgouverneur für das „Kaiserlich deutsche Generalgouvernement Belgien“. Da er mit den erhaltenen Befehlen bezüglich der Behandlung der Zivilbevölkerung in Belgien nicht einverstanden war, bat er schon bald um Abberufung von seinem Posten und wurde infolge des Vorschlages des Botschafters Freiherr von Wangenheim wieder in das Osmanische Reich berufen. Dort sollte er – so hoffte der Botschafter – den Leiter der Militärmission – Liman von Sanders – ablösen, da dieser betreffs der Operationen stets einen strikt militärischen Standpunkt vertreten hatte und sich nicht den eher politisch motivierten Plänen der Botschaft und des Militärattachés beugte. Obwohl eine solche Ablösung von der türkischen Seite grundsätzlich abgelehnt wurde, blieben die Vereinbarungen betreffs Entsendung des Generalfeldmarschalls mit den Osmanen bestehen und von der Goltz traf am 12. Dezember 1914 in der Türkei ein, wo er zunächst als militärischer Berater des Sultans Mehmed V. eingesetzt wurde. Nachdem Ende März 1915 Liman von Sanders den Oberbefehl über die zur Verteidigung der Dardanellen neu formierte 5. Armee erhielt, übernahm von der Goltz von ihm den Oberbefehl über die 1. Armee in Konstantinopel. Seit Oktober 1915 führte von der Goltz den Oberbefehl über die 6. osmanische Armee, um die bis dahin in Persien unvereinbar scheinenden türkischen und deutschen Operationen zu koordinieren. Im Dezember 1915 traf er in Bagdad ein und verhalf der 6. Armee zum Sieg über die eingeschlossenen britischen Truppen in der Belagerung von Kut.
Von der Goltz übertrug Arthur Bopp die selbständige Leitung der Operationen in Persien. Aufgabe Bopps war es, „die Kräfte Persiens im Sinne der Zentralmächte und der Türkei zu verwerten und die Freiheit und Unabhängigkeit Persiens sicherzustellen. … Eine persische Erhebung vorzubereiten und die Einleitung für die Aufstellung einer persischen Armee zu treffen …“. Mit erheblichen Geldmitteln wurde im Frühjahr 1915 eine Etappenlinie quer durch den Iran bis nach Afghanistan aufgebaut, indem an den wichtigsten Punkten diplomatische Nachrichtenoffiziere als deutsche Konsuln eingesetzt wurden. Die Mehrzahl der an der Spitze der persischen Gendarmerie stehenden schwedischen Offiziere trat insgeheim in deutsche Dienste.

#### Beteiligung am Völkermord an den Armeniern
Während des Ersten Weltkriegs war Colmar Freiherr von der Goltz neben Sylvester Boettrich und anderen deutschen Offizieren am Völkermord an den Armeniern beteiligt und entwickelte Pläne zur Deportation der Armenier. Schon um 1900 hatte Goltz öffentlich vorgeschlagen, eine halbe Million Armenier, die an der russischen Grenze lebten, nach Mesopotamien umzusiedeln. Als ihm Enver Pascha im März 1915 den Deportationsbefehl vorlegte, stimmte er, der die Armenier für „gerissene Händler“ hielt, dem zu.

#### Tod
Goltz starb in der Nacht vom 18. auf den 19. April 1916 in seinem Hauptquartier in Bagdad, nachdem er sich während der mühsamen Rückreise von Kut auf dem Tigris mit Fleckfieber infiziert hatte. Er wurde zunächst in einer hoch über dem Tigris-Ufer liegenden Bastion beigesetzt. Sein Sarg wurde im Juni 1916 nach Konstantinopel überführt und im Garten der Sommerresidenz der deutschen Botschaft in Tarabya am Bosporus neben den sterblichen Überresten des Botschafters Freiherr von Wangenheim und des Obersten Erich von Leipzig beigesetzt. Am 18. Juni 1916 fand im Berliner Reichstag die Gedenkfeier für Colmar von der Goltz statt. Der ehemalige Chef des Großen Generalstabes Helmuth Johannes Ludwig von Moltke hielt eine der Gedenkreden. Auf seinen Platz zurückgekehrt, erlitt er einen Schlaganfall und starb noch im Reichstag.
Mit dem Tod von der Goltz’ wurden die türkischen Offiziere im Osten unzugänglich für deutsche Ratschläge. So nutzten sie den Sieg gegen die Briten in Mesopotamien strategisch nicht aus und Halil Pascha, der ein Onkel Envers war und in der Endphase für kurze Zeit von der Goltz als Oberbefehlshaber vertreten hatte, rechnete sich den Sieg selbst an und griff anstelle der Briten in Mesopotamien erfolglos die Russen in Persien an. Hatte der von beiden Seiten hochgeehrte Generalfeldmarschall die deutschen und türkischen Bestrebungen noch bündeln können, so liefen sie fortan weiter auseinander.
Während Botschaft, Auswärtiges Amt und Großes Hauptquartier von der Goltz in Bezug auf seine Tätigkeit in Mesopotamien Energielosigkeit und „Vertürktheit“ vorwarfen, bescheinigten ihm andere Beobachter, wie kaum ein anderer mit Weitsicht, Ausdauer, Überzeugungskraft und Gespür für die orientalische Mentalität über herausragende Führungsqualitäten verfügt zu haben.

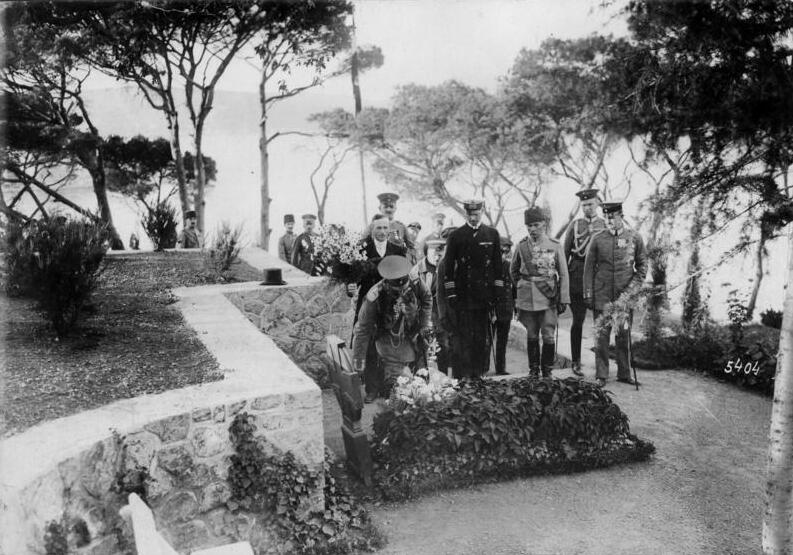
Konstantinopel, Kaiser Wilhelm II. legt am Grabe des Feldmarschalls von der Goltz im Botschaftspark Blumen nieder. 3. von rechts: Esat Pascha (1917)

Seinen Besitz hatte Goltz in eine Stiftung eingebracht, die von seinem Nachfolger im Amt des Generalgouverneurs von Belgien, Moritz Freiherr von Bissing, verwaltet wurde. Ziel der Stiftung war es, mittellose heimkehrende Soldaten, deren Familien und Hinterbliebenen zu unterstützen. Von Bissing begann mit den Mitteln der Stiftung 1916 den Bau der Siedlung Bissingheim bei Duisburg.

## Schriften
Sein Wirken beschränkte sich nicht nur auf seine soldatische Karriere und die zahlreichen militärgeschichtlichen und wehrpolitische Veröffentlichungen. Auch als schöngeistiger Schriftsteller war er tätig. Er schrieb und veröffentlichte Romane und Erzählungen.
- Das Volk in Waffen. Ein Buch über Heerwesen und Kriegführung unserer Zeit. Berlin 1883 (google.de)
- Stärke und Schwäche des türkischen Reiches. In: Deutsche Rundschau. Band XXIV, 1 (Oktober 1897), S. 104, 106, 109, 110, 118.
- Von Roßbach bis Jena und Auerstedt. Ein Beitrag zur Geschichte des preußischen Heeres. Mittler, Berlin 1906 (archive.org).
- Von Jena bis Pr. Eylau. Des alten preußischen Heeres Schmach und Ehrenrettung. Mittler, Berlin 1907 (archive.org).
- Ein Mahnwort zur Erinnerung an den Tilsiter Frieden (9. Juli 1807). In: Deutsche Rundschau. 132. Band. Juli–September 1907, S. 35 (Textarchiv – Internet Archive).
- Kriegsgeschichte Deutschlands im neunzehnten Jahrhundert. Teil 1: Im Zeitalter Napoleons (= Das neunzehnte Jahrhundert in Deutschlands Entwicklung. Band 8), Berlin: Bondi, 1910. (Digitalisierte Ausgabe unter: urn:nbn:de:s2w-8556)
- Der jungen Türkei Niederlage und die Möglichkeit ihrer Wiedererhebung. 1913 (archive.org).
- Kriegsgeschichte Deutschlands im neunzehnten Jahrhundert. Teil 2: Im Zeitalter Kaiser Wilhelms des Siegreichen. (Das neunzehnte Jahrhundert in Deutschlands Entwicklung. Band 9), Berlin: Bondi, 1914. (Digitalisierte Ausgabe unter: urn:nbn:de:s2w-8572)
- Gemeinsam mit Wolfgang Foerster bearbeitet und herausgegeben: Denkwürdigkeiten. Berlin 1929.